# Gendarmerie nationale malgache
La gendarmerie nationale malgache est une force de sécurité publique militaire à Madagascar créé en 1960. Ses missions et son organisation sont calquées sur celles de la Gendarmerie nationale française. Mise sur pied au moment de l'indépendance, elle comprenait, en 2012, environ 8 100 gendarmes, sous-officiers et officiers.

## Missions
La gendarmerie nationale œuvre pour instaurer  un état de droit, faire reigner la paix, protéger la population et ses biens
- Compétente sur 90 % du territoire et 81 % de la population, la gendarmerie malgache exerce des missions de police administrative, de police judiciaire et de police militaire.
- Elle participe aussi à la sécurité de nombreux sites et points sensibles.

## Histoire
En 1895, la gendarmerie nationale est présentée sous forme de détachement prévôtal.En 1906, elle est connue sous le nom de la garde indigène de Madagascar et de dépendance , et elle est devenue garde de Madagascar en 1950.
Par le décret numero 606102 du 14 mai 1960, la gendarmerie nationale (Zandarmaria nasionaly ou ZN) est née.
Le lieutenant-colonel Richard Ratsimandrava a été le premier Malgache à avoir commandé la gendarmerie nationale le 2 avril 1969. La gendarmerie nationale change d'appellation en Zandarimariam-pirenena en 1975.
En 1996, est créé le secrétariat d'État de la gendarmerie (SEG), mais dissout en 2002 pour devenir le commandement supérieur de la gendarmerie nationale.Cette appellation est devenue commandement de la gendarmerie nationale en 2003 et depuis 2009 l'appellation SEG est restauré.

## Organismes de formation
- Académie militaire Antsirabe (ACMIL), pour la formation des futurs officiers, formation interarmes, pelotons des formations des militaires de cadre spécialisés.
- École supérieure de la gendarmerie nationale de Moramanga (ESGN) : elle forme des gendarmes principaux, formation des spécialistes en automobile, en technique d'investigation criminelle, en police judiciaire, en enquête judiciaire.
- École de la gendarmerie nationale Ambositra (EGNA)

## Coopération
La gendarmerie nationale coopère avec des nombreux pays: la France, le Burkina Faso, Cameroun, Bénin, Mali, le Niger, le Sénégal, la Chine, la Roumanie